# 2014年冬季奧林匹克運動會香港電視節目
2014年冬季奧林匹克運動會香港電視節目是指香港無綫電視為2014年冬季奧林匹克運動會所製作的電視節目，直播節目主要於香港無綫電視高清翡翠台及無綫網絡電視播出，賽事精華則於翡翠台及明珠台播映。

## 開閉幕禮
無綫電視翡翠台、高清翡翠台及TVB體育台於香港時間2月7日晚上11時55分至深夜3時15分現場直播《2014索契冬季奧運會開幕禮》中文版，由鍾志光、陳恩能、陳凱琳及張連華主持。明珠台於香港時間2月7日晚上11時55分至深夜3時05分現場直播英文版節目《Sochi 2014 Olympic Winter Games Opening Ceremony》，由Andrew Sams及John Levelt主持。
翡翠台、高清翡翠台亦於2014年2月23日晚上11時55分至深夜2時35分直播《2014索契冬季奧運會閉幕禮》。

## 賽事直播
《2014索契冬季奧運會直擊》是香港無綫電視製作的現場直播電視節目，於2014年2月8日至2月23日分時段於高清翡翠台及TVB體育台播出。
- 高清翡翠台：2014年2月8日至2月23日下午4時30分至7時
- TVB體育台：2014年2月8日至2月23日晚上8時至12時

而無綫網絡電視亦於2014年2月6日至冬奧完結於321至326頻道闢作「冬奧台」以播映大會直播訊號，而327頻道則闢作「冬奧速遞台」。

## 免費頻道精華節目
於冬奧舉行期間，無綫電視翡翠台、高清翡翠台、明珠台及互動新聞台會播出一系列精華及前奏節目，輯錄索契冬奧的精華片段。
- 前奏節目《2014索契冬季奧運會 – 贏在起跑線》，於2014年2月3日至7日晚上10時30分於無綫電視翡翠台、高清翡翠台播映。
- 《2014索契冬季奧運會 - 今日焦點》於2014年2月8日至23日逢星期一至五晚上7時30分及星期六、日晚上7時55分於翡翠台播映，高清翡翠台於星期一至五同步播映。
- 《2014索契冬季奧運會 - 黃金快遞》於2014年2月10日至21日逢星期一至五晚上10時30分於翡翠台、高清翡翠台播映。
- 《2014索契冬季奧運會 - 賽事全接觸》於2014年2月8日至22日深夜12時05分及2014年2月24日深夜12時15分於翡翠台播映。
- 《冬奧直擊》於2014年2月7日至2月23日晚上8時20分於互動新聞台、TVB新聞台播映。
- 《冬奧精華》於2014年2月7日至2月23日晚上10時20分於互動新聞台、TVB新聞台播映。
- 《2014索契冬季奧運會 - 早晨戰報》於2014年2月8日至24日早上8時至9時於明珠台播映。
- 《2014索契冬季奧運會 - 黃金戰報》於2014年2月8日至24日晚上8時30分至9時30分於明珠台播映，並於深夜重播。

## 互聯網
於賽事期間，香港無綫電視MyTV網站除利用原有高清翡翠台的直播頻道外，另闡《24小時焦點放送》及《賽事精華》頻道。《賽事精華》頻道將與翡翠台及明珠台同步播映中文節目《今日焦點》、《黃金快遞》、《賽事全接觸》及英文節目《早晨戰報》及《黃金戰報》。